# Useless Wooden Toys
Gli Useless Wooden Toys sono un duo musicale electro-dance originario di Cremona, composto da Riccardo Terzi e Gilberto Girardi. 
Anche noti attraverso l'acronimo UWT, gli Useless Wooden Toys si sono formati nel 2002, e hanno collaborato con numerosi artisti, tra i quali Bugo, per il quale hanno remixato il singolo Plettrofolle, Piotta, Bassi Maestro, Cristina Donà, Il Genio, Amari, Dargen D'Amico, Ghemon e Mistaman.

## Discografia

### Album
- 2008 - Dancegum (Virgin Records)
- 2011 - Piatto forte (Time Records)

### Singoli
- 2009 - Teen Drive In
- 2009 - Bomba
- 2009 - Fucking business
- 2011 - Il Tirannosauro
- 2012 - Pioverà benza